# Kalifa Cissé
Kalifa Cissé (Dreux, 9 de enero de 1984) es un exfutbolista francés nacionalizado maliense. Jugaba de defensa y fue profesional entre 2004 y 2019.
En enero de 2019 se retiró como futbolista después de que el Central Coast Mariners, equipo en el que militaba por aquel entonces, anunciara la rescisión de su contrato y su continuidad en el club con un cargo en su academia.

## Selección nacional
Fue internacional con la selección de fútbol de Malí en 5 ocasiones.

## Clubes
| Club                   | País           | Año       |
| ---------------------- | -------------- | --------- |
| G. D. Estoril Praia    | Portugal       | 2004-2005 |
| Boavista F. C.         | Portugal       | 2005-2007 |
| Reading F. C.          | Inglaterra     | 2007-2010 |
| Bristol City F. C.     | Inglaterra     | 2010-2012 |
| New England Revolution | Estados Unidos | 2013      |
| Derby County F. C.     | Inglaterra     | 2013-2014 |
| Bangkok United         | Tailandia      | 2014-2016 |
| Bangkok Glass          | Tailandia      | 2016-2017 |
| BEC Tero Sasana        | Tailandia      | 2017      |
| Central Coast Mariners | Australia      | 2018-2019 |